# Blondelia tantilla
Blondelia tantilla là một loài ruồi trong họ Tachinidae.